# Асратян, Арпик Ашотовна
Арпик Ашотовна Асратян (арм. Հասրաթյան Արփիկ Աշոտի; 25 июня 1950, Ереван — 27 марта 2020, Москва) — советский и российский эпидемиолог, вирусолог, инфекционист, специалист в области вирусных гепатитов, доктор медицинских наук, профессор.

## Биография
Родилась в семье инженера-строителя Ашота Асатуровича Асратяна и инженера-технолога Агавелян Седы Оганесовны. Училась в средней школе № 55 им. А. П. Чехова г. Еревана.
В 1973 году закончила лечебный факультет Ереванского медицинского института и поступила в целевую аспирантуру НИИ Эпидемиологии и микробиологии им. Н. Ф. Гамалеи АМН СССР по специальности «эпидемиология», где проработала всю жизнь.
В 1977 году защитила диссертацию на соискание ученой степени кандидата медицинских наук. В 1997 году защитила докторскую диссертацию на тему «Современная эпидемиологическая характеристика вирусных гепатитов A и В», с 1999 года — профессор.
Профессор Асратян была ученицей профессора Весты Ивановны Васильевой и академика Оганеса Вагаршаковича Барояна. Основной сферой научных интересов Арпик Ашотовны были вирусные гепатиты. Являлась одним из ведущих специалистов страны в области вирусных гепатитов. Известна также своими работами по цитомегаловирусной инфекции, микоплазме человека, ВИЧ и туберкулёзу.
При непосредственном участии профессора Асратян были созданы первые в России диагностикумы. Для сбора исходного материала, а также в рамках борьбы с эпидемиологическими очагами и выполнения противоэпидемических мероприятий Арпик Ашотовна вместе с коллегами работала во многих уголках бывшего СССР — на Дальнем Востоке, многочисленных городах России, а также многих республиках Средней Азии, в том числе в очагах опасных инфекций.
В 1997 году была приглашена академиком Бениямином Лазаревичем Черкасским на кафедру эпидемиологии Института профессионального образования Первого Московского государственного медицинского университета им. И. М. Сеченова. Профессор Асратян посвятила становлению и развитию кафедры, научной и преподавательской деятельности, осуществляемой в стенах Сеченовского университета более 20 лет.
Профессор Асратян автор более 200 публикаций в научных журналах и ряда глав в монографиях. Профессор кафедры эпидемиологии Института профессионального образования Сеченовского университета. Под ее руководством были подготовлены многочисленные кандидатские диссертации, высококвалифицированные кадры для практической эпидемиологии.
Скончалась 27 марта 2020 года в Москве от коронавирусной инфекции COVID-19, через 10 дней, 7 апреля 2020 года скончался её муж - Мишик Айразатович Казарян.

## Семья
Была замужем за Мишиком Айразатовичем Казаряном, профессором, крупным специалистом в области лазерной физики и оптики. Дочь — Серине Казарян, врач, акушер-гинеколог, кандидат медицинских наук; сын — Айразат Казарян, врач, хирург, профессор.

## Избранные труды
Книги:
- ЧАСТНАЯ ЭПИДЕМИОЛОГИЯ. Том 1

Акимкин В.Г., Аковбян В.А., Асратян А.А., Баранова А.М., Брико Н.И., Бутенко А.М., Горина Л.Г., Горюнов В.В., Грачев В.А., Евреинова Е.Э., Желудков М.М., Каражас Н.В., Карпович Л.Г., Карпович Л.Г., Ковалева Е.П., Коренберг Э.И., Лещинская Е.В., Ловачева О.В., Мартынов Ю.В., Мещерякова И.С. и др. 
Руководство для врачей в 2-х томах. Под редакцией Б.Л.Черкасского, Научный редактор А.А.Асратян; Москва, Изд-во ФГУП "ИНТЕРСЭН", 2002, 400 с, ISBN №5-89834-076-9, http://do.sechenov.ru/file.php/3764/Tom_1_16_01_02.qxd_copy.pdf?forcedownload=1
- ЧАСТНАЯ ЭПИДЕМИОЛОГИЯ. Том 2

Акимкин В.Г., Ананьина Ю.В., Асратян А.А., Баранова А.М., Брико Н.И., Бутенко А.М., Горина Л.Г., Горюнов В.В., Грачев В.А., Евреинова Е.Э., Желудков М.М., Каражас Н.В., Карпович Л.Г., Карпович Л.Г., Ковалева Е.П., Коренберг Э.И., Лещинская Е.В., Ловачева О.В., Мартынов Ю.В., Мещерякова И.С. и др.
Руководство для врачей в 2-х томах. Под редакцией Б.Л.Черкасского, Научный редактор А.А.Асратян; Москва, Изд-во ФГУП "ИНТЕРСЭН", 2002, 272 с, ISBN №5-89834-076-9, http://do.sechenov.ru/file.php/3764/Tom_1_16_01_02.qxd_copy.pdf?forcedownload=1
Разделы в книгах:
- ПРЕДУПРЕЖДЕНИЕ ВНУТРИБОЛЬНИЧНЫХ ЗАРАЖЕНИЙ МЕДИЦИНСКОГО ПЕРСОНАЛА.

Васильева В.И., Асратян A.A. В кн.: Профилактика внугрибольничных инфекций (руководство для врачей). М., 1993, с.216-221.
- ЭПИДЕМИЧЕСКИЙ ВИРУСНЫЙ ГЕПАТИТ (И А, И В): ОСОБЕННОСТИ ГУМОРАПЬНОГО ИММУННОГО ОТВЕТА У ДЕТЕЙ В ДИНАМИКЕ ЗАБОЛЕВАНИЯ.

Соколенко A.A., Асратян A.A., Курилов А.Н. В кн: Иммунобиологические препараты нового поколения и методы их контроля. Москва, 1988, с.70-76.
- МАРКЕРЫ ГЕПАТИТА B (HBSAG И АНТИ-HBS) В ГРУППАХ ВЫСОКОГО РИСКА ИНФИЦИРОВАНИЯ.

Васильева В.И., Иванова М.Ю., Асратян A.A., Михайлов М.И., Худавердиева Н.М., Ананьев В.А., Оверченко A.B., Папериова Н.Ю., Зиновьева Л.И., Андрейцева Э.В., Милеевская И.Л. В кн: Вирусные гепатиты, Москва-Прага, 1985, с.129-135.
- ВЫЯВЛЕНИЕ ЧАСТОТЫ НОСИТЕЛЬСТВА HBSAG И АНТИТЕЛ, ВЫЯВЛЕНИЕ ГРУПП ПОВЫШЕННОГО РИСКА.

Васильева В.И., Асратян A.A., Иванова М.Ю., Марданлы С.Г. В кн: Вирусные гепатиты, Ташкент, 1985, с.108-112.
Докторская диссертация:
СОВРЕМЕННАЯ ЭПИДЕМИОЛОГИЧЕСКАЯ ХАРАКТЕРИСТИКА ВИРУСНЫХ ГЕПАТИТОВ A И В
А.А.Асратян, Диссертация на соискание ученой степени доктора медицинских наук: НИИ Эпидемиологии и Микробиологии им. Н.Ф.Гамелеи, Москва, 1997 https://www.elibrary.ru/item.asp?id=30157820
Кандидатская диссертация:
РАСПРОСТРАНЕНИЕ MYCOPLASMA HOMINIS-ИНФЕКЦИИ И ЕЕ ЗНАЧЕНИЕ В ПАТОЛОГИИ РЕСПИРАТОРНОГО ТРАКТА 
А.А.Асратян, Диссертация на соискание ученой степени кандидата медицинских наук: Центральный институт усовершенствования врачей, Москва, 1977 https://search.rsl.ru/ru/record/01007712944
Избранные статьи:
1. СОВРЕМЕННЫЕ ЭПИДЕМИОЛОГИЧЕСКИЕ ОСОБЕННОСТИ ВИРУСНЫХ ГЕПАТИТОВ B И C, ТУБЕРКУЛЕЗА И ВИЧ-ИНФЕКЦИИ В ПСИХИАТРИЧЕСКИХ СТАЦИОНАРАХ
Асратян А.А., Семененко Т.А., Кальнин И.Б., Орлова О.А., Соловьев Д.В., Русакова Е.В., Казарян С.М., Кузин С.Н. Журнал микробиологии, эпидемиологии и иммунобиологии. 2020. Т. 97. № 1. С. 32-39 https://www.elibrary.ru/item.asp?id=42457673
2. ЭПИДЕМИОЛОГИЧЕСКИЕ ОСОБЕННОСТИ ЗАБОЛЕВАНИЙ СОЧЕТАННЫМИ ФОРМАМИ (ТУБЕРКУЛЕЗ И ПАРЕНТЕРАЛЬНЫЕ ВИРУСНЫЕ ГЕПАТИТЫ) СРЕДИ НАСЕЛЕНИЯ МОСКВЫ
Соловьев Д.В., Смирнова О.А., Асратян А.А. Эпидемиология и инфекционные болезни. Актуальные вопросы. 2019. Т. 9. № 2. С. 18-23 https://www.elibrary.ru/item.asp?id=38591115
3. ИЗМЕНЕНИЯ ЭПИДЕМИЧЕСКОЙ СИТУАЦИИ ПО НАРКОМАНИИ И ВИРУСНЫМ ГЕПАТИТАМ B МОСКВЕ И РОССИЙСКОЙ ФЕДЕРАЦИИ В ДИНАМИКЕ НАБЛЮДЕНИЯ (1999-2017 ГГ.)
Асратян А.А., Соловьев Д.В., Смирнова О.А., Новикова Ю.Б., Русакова Е.В., Семененко Т.А.Эпидемиология и инфекционные болезни. Актуальные вопросы. 2019. Т. 9. № 3. С. 6-14.
https://www.elibrary.ru/item.asp?id=41097919
4. СЕРОЭПИДЕМИОЛОГИЧЕСКИЕ ОСОБЕННОСТИ ГЕПАТИТА A НА ОТДЕЛЬНЫХ ТЕРРИТОРИЯХ ЦЕНТРАЛЬНОГО ФЕДЕРАЛЬНОГО ОКРУГА РОССИИ
Асратян А.А., Сипачева Н.Б., Готвянская Т.П., Иванова М.Ю., Семененко Т.А. Эпидемиология и инфекционные болезни. Актуальные вопросы. 2018. № 4. С. 17-23. https://www.elibrary.ru/item.asp?id=36499695
5. ПАРЕНТЕРАЛЬНЫЕ ВИРУСНЫЕ ГЕПАТИТЫ И ТУБЕРКУЛЕЗ: СОВРЕМЕННАЯ ЭПИДЕМИОЛОГИЧЕСКАЯ СИТУАЦИЯ
Соловьев Д.В., Асратян А.А., Смирнова О.А., Королева О.В., Казарян С.М.
Инфекция и иммунитет. 2017. № S. С. 668 
https://www.elibrary.ru/item.asp?id=35380178
6. ЭПИДЕМИОЛОГИЧЕСКИЕ ОСОБЕННОСТИ СОЧЕТАННОЙ ЗАБОЛЕВАЕМОСТИ ТУБЕРКУЛЕЗОМ И ПАРЕНТЕРАЛЬНЫМИ ВИРУСНЫМИ ГЕПАТИТАМИ НАСЕЛЕНИЯ ГОРОДА МОСКВЫ В ПЕРИОД С 2009 ПО 2016 ГГ 
Соловьев Д.В., Асратян А.А., Смирнова О.А. Инфекция и иммунитет. 2017. № S. С. 847 https://www.elibrary.ru/item.asp?id=35380357
7. ЭПИДЕМИОЛОГИЧЕСКАЯ ОПАСНОСТЬ ЗАБОЛЕВАЕМОСТИ СОЧЕТАННЫМИ ФОРМАМИ ТУБЕРКУЛЕЗА И ПАРЕНТЕРАЛЬНЫМИ ВИРУСНЫМИ ГЕПАТИТАМИ B ГРУППАХ РИСКА
Соловьев Д.В., Асратян А.А., Смирнова О.А., Русакова Е.В. Инфекция и иммунитет. 2017. № S. С. 848.
https://www.elibrary.ru/item.asp?id=35380358
8. ЭПШТЕЙНА-БАРР ВИРУСНАЯ ИНФЕКЦИЯ: СОВРЕМЕННАЯ СИТУАЦИЯ И КЛИНИКО-ЭПИДЕМИОЛОГИЧЕСКИЕ ОСОБЕННОСТИ У ЖЕНЩИН ДЕТОРОДНОГО ВОЗРАСТА И НОВОРОЖДЕННЫХ
Асратян А.А., Симонова Е.Г., Казарян С.М., Орлова О.А., Ильенкина К.В., Раичин С.Р., Сипачева Н.Б., Каражас Н.В. Журнал микробиологии, эпидемиологии и иммунобиологии. 2017. № 6. С. 25-31 
https://www.elibrary.ru/item.asp?id=37136196
9.ПАРЕНТЕРАЛЬНЫЕ ВИРУСНЫЕ ГЕПАТИТЫ И ТУБЕРКУЛЕЗ: СОВРЕМЕННЫЕ ПРОБЛЕМЫ ЭПИДЕМИОЛОГИИ И ПРОФИЛАКТИКИ
Асратян А.А., Соловьев Д.В., Смирнова О.А., Казарян С.М., Русакова Е.В. Эпидемиология и инфекционные болезни. Актуальные вопросы. 2017. № 3. С. 9-14
https://www.elibrary.ru/item.asp?id=29453317
10. СОВРЕМЕННАЯ ЭПИДЕМИЧЕСКАЯ СИТУАЦИЯ ПО ПАРЕНТЕРАЛЬНЫМ ВИРУСНЫМ ГЕПАТИТАМ И НАРКОМАНИИ В РОССИЙСКОЙ ФЕДЕРАЦИИ И МОСКВЕ
Новикова Ю.Б., Асратян А.А., Русакова Е.В. Эпидемиология и вакцинопрофилактика. 2016. Т. 15. № 2 (87). С. 18-25 
https://www.elibrary.ru/item.asp?id=27638390
11. СОВРЕМЕННАЯ ЭПИДЕМИЧЕСКАЯ СИТУАЦИЯ ПО ЗАБОЛЕВАЕМОСТИ ВИРУСНЫМИ ГЕПАТИТАМИ И ТУБЕРКУЛЕЗОМ В МОСКВЕ 
Асратян А.А., Соловьев Д.В., Русакова Е.В. Эпидемиология и вакцинопрофилактика. 2015. Т. 14. № 3 (82). С. 42-48 
https://www.elibrary.ru/item.asp?id=23861271
12. ТУБЕРКУЛЕЗ В СОЧЕТАНИИ С ПАРЕНТЕРАЛЬНЫМИ ВИРУСНЫМИ ГЕПАТИТАМИ: ЗАБОЛЕВАЕМОСТЬ СОЧЕТАННЫМИ ФОРМАМИ
Асратян А.А., Соловьев Д.В., Русакова Е.В. Туберкулез и болезни легких. 2014. № 11. С. 54-57 https://www.elibrary.ru/item.asp?id=22604003
13. СОВРЕМЕННЫЕ ЭПИДЕМИОЛОГИЧЕСКИЕ ОСОБЕННОСТИ ГЕПАТИТОВ B И C СРЕДИ ЛИЦ, УПОТРЕБЛЯЮЩИХ ИНЪЕКЦИОННЫЕ НАРКОТИКИ
Новикова Ю.Б., Асратян А.А., Казарян С.М., Русакова Е.В. Эпидемиология и вакцинопрофилактика. 2014. № 6 (79). С. 35-39
https://www.elibrary.ru/item.asp?id=22781026
14. КЛИНИКО-ЭПИДЕМИОЛОГИЧЕСКИЕ ОСОБЕННОСТИ ГЕПАТИТОВ B И С У БОЛЬНЫХ ТУБЕРКУЛЕЗОМ ЛЕГКИХ
Асратян А.А., Соловьев Д.В., Родина О.В., Гармаш Ю.Ю., Литвинов В.И., Мусина Е.Е., Марданлы С.Г., Казарян С.М., Кюрегян К.К., Попова О.В., Русакова Е.В. Эпидемиология и вакцинопрофилактика. 2013. № 6 (73). С. 20-27
https://www.elibrary.ru/item.asp?id=21011457
15. ОЦЕНКА УРОВНЯ ЗНАНИЙ О ВОЗМОЖНОСТИ ЗАРАЖЕНИЯ, ЛЕЧЕНИЯ И ПРОФИЛАКТИКИ ПАРЕНТЕРАЛЬНЫХ ГЕПАТИТОВ B И C, ВИЧ-ИНФЕКЦИИ СРЕДИ ПАЦИЕНТОВ НАРКОЛОГИЧЕСКОГО СТАЦИОНАРА
Новикова Ю.Б., Демидович Л.И., Русакова Е.В., Асратян А.А.
Эпидемиология и инфекционные болезни. 2012. № 2. С. 14-19
https://www.elibrary.ru/item.asp?id=18080859
16. ИЗУЧЕНИЕ ПОСТВАКЦИНАЛЬНОГО ИММУНИТЕТА ПРОТИВ ГЕПАТИТА B У МЕДИЦИНСКОГО ПЕРСОНАЛА ПРОТИВОТУБЕРКУЛЕЗНОГО СТАЦИОНАРА
Асратян А.А., Соловьев Д.В., Мусина Е.Е., Гармаш Ю.Ю., Родина О.В., Заровная Л.А., Казарян С.М., Литвинов В.И. Эпидемиология и инфекционные болезни. Актуальные вопросы. 2012. № 2. С. 20-24 
https://www.elibrary.ru/item.asp?id=18193902
17. КЛИНИКО-ЭПИДЕМИОЛОГИЧЕСКИЕ ОСОБЕННОСТИ ПАРЕНТЕРАЛЬНЫХ ГЕПАТИТОВ И ОППОРТУНИСТИЧЕСКИХ ИНФЕКЦИЙ У ЖЕНЩИН С АКУШЕРСКО-ГИНЕКОЛОГИЧЕСКОЙ ПАТОЛОГИЕЙ
Казарян С.М., Даниленко Е.Д., Мусина Е.Е., Марданлы С.Г., Бахшинян Т.Р., Асратян А.А. Эпидемиология и инфекционные болезни. 2011. № 2. С. 23-28.1 https://www.elibrary.ru/item.asp?id=16284081
18. ОЦЕНКА НАПРЯЖЕННОСТИ И ДЛИТЕЛЬНОСТИ ПОСТВАКЦИНАЛЬНОГО ИММУНИТЕТА ПРОТИВ ГЕПАТИТА B У МЕДИЦИНСКОГО ПЕРСОНАЛА КРУПНОЙ НАРКОЛОГИЧЕСКОЙ БОЛЬНИЦЫ
Асратян А.А., Мусина Е.Е., Новикова Ю.Б., Шуляк Ю.А., Демидович Л.И., Котова И.Ю., Бахшинян Т.Р., Соловьев Д.В., Дмитриев П.Н., Кюрегян К.К. Эпидемиология и вакцинопрофилактика. 2011. № 3 (58). С. 64-69.8 https://www.elibrary.ru/item.asp?id=16396628
19. ОЦЕНКА УРОВНЯ ЗНАНИЙ О ВОЗМОЖНОСТИ ЗАРАЖЕНИЯ, ЛЕЧЕНИЯ И ПРОФИЛАКТИКИ ПАРЕНТЕРАЛЬНЫХ ГЕПАТИТОВ B И С, ВИЧ-ИНФЕКЦИИ СРЕДИ БОЛЬНЫХ ЛЁГОЧНЫМ ТУБЕРКУЛЁЗОМ
Соловьёв Д.В., Родина О.В., Гармаш Ю.Ю., Литвинов В.И., Асратян А.А. Туберкулез и болезни легких. 2011. Т. 88. № 3. С. 39-42.3 https://www.elibrary.ru/item.asp?id=16446513
20. ВЫЯВЛЕНИЕ МАРКЕРОВ ПАРЕНТЕРАЛЬНЫХ ГЕПАТИТОВ B И С И ГЕРПЕСВИРУСНОЙ ИНФЕКЦИИ У БЕРЕМЕННЫХ ЖЕНЩИН
Асратян А.А., Даниленко Е.Д., Казарян С.М., Чубаров В.В., Марданлы С.Г. Журнал микробиологии, эпидемиологии и иммунобиологии. 2009. № 5. С. 22-27.5
https://www.elibrary.ru/item.asp?id=20297091
21. ИММУНОФЕРМЕНТНЫЕ ТЕСТ-СИСТЕМЫ ДЛЯ ДИАГНОСТИКИ ЦИТОМЕГАЛОВИ-РУСНОЙ ИНФЕКЦИИ 
Марданлы С.Г., Асратян А.А. Журнал микробиологии, эпидемиологии и иммунобиологии. 2008. № 3. С. 98-99.13
https://www.elibrary.ru/item.asp?id=11519398
22.ЧАСТОТА ИНФИЦИРОВАНИЯ ТОКСОПЛАЗМАМИ ЖЕНЩИН С АКУШЕРСКО-ГИНЕКОЛОГИЧЕСКОЙ ПАТОЛОГИЕЙ 
Даниленко Е.Д., Гончаров Д.Б., Казарян С.М., Марданлы С.Г., Асратян А.А. Эпидемиология и инфекционные болезни. 2008. № 1. С. 11-13.12
https://www.elibrary.ru/item.asp?id=11520287
23. ВАКЦИНОПРОФИЛАКТИКА ВИРУСНОГО ГЕПАТИТА B У ПАЦИЕНТОВ ПСИХИАТРИЧЕСКОГО СТАЦИОНАРА С СОПУТСТВУЮЩИМ ТУБЕРКУЛЕЗОМ ЛЕГКИХ
Кальнин И.Б., Асратян А.А. Эпидемиология и вакцинопрофилактика. 2005. № 5 (24). С. 33-35 https://www.elibrary.ru/item.asp?id=12949911
24. СЕРОЭПИДЕМИОЛОГИЧЕСКАЯ ХАРАКТЕРИСТИКА ВИРУСНЫХ ГЕПАТИТОВ B РЕСПУБЛИКЕ АРМЕНИЯ
Асратян A.A., Мелик-Андреасян Г.Г., Мхитарян И.Л., Алексанян Ю.Т., Шмавонян М.И., Казарян С.М., Мхитарян Р.Г., Кожевникова Л.К. Журнал микробиологии, эпидемиологии и иммунобиологии. 2005. № 5. С. 93-96.0
https://www.elibrary.ru/item.asp?id=9176230
25. ТЕНДЕНЦИЯ И АНАЛИЗ ЭПИДЕМИЧЕСКОЙ СИТУАЦИИ ПО ПАРЕНТЕРАЛЬНЫМ ВИРУСНЫМ ГЕПАТИТАМ B И C В РОССИЙСКОЙ ФЕДЕРАЦИИ И ОТДЕЛЬНЫХ РЕГИОНАХ.
Асратян А.А., Исаева О.В., Михайлов М.И. Журнал микробиологии, эпидемиологии и иммунобиологии 2005.-N 4.-С.40-45
http://elib.fesmu.ru/elib/Article.aspx?id=132163
26. ПРОСТОЙ ГЕРПЕС И ЦИТОМЕГАЛОВИРУСНАЯ ИНФЕКЦИЯ
Асратян А.А., Казарян С.М., Марданлы С.Г.
Метод. пособие для врачей - эпидемиологов, инфекционистов, акушеров, гинекологов, урологов, венерологов, педиатров, гематологов, дерматологов, студентов мед. ВУЗов / Асратян А. А., Казарян С. М., Марданлы С. Г. ; М-во здавоохранения Рос. Федерации, Моск. мед. акад. им. И. М. Сеченова, ГУ науч.-исслед. ин-т эпидемиологии и микробиологии им. Н. Ф. Гамалеи РАМН, ЗАО "ЭКОлаб". Электрогорск (Моск. обл.), 2005.13 
https://www.elibrary.ru/item.asp?id=19534997
27. ИЗУЧЕНИЕ ПРО¬БЛЕМЫ ПАРЕНТЕРАЛЬНЫХ ВИРУСНЫХ ГЕПАТИТОВ B ОТДЕЛЕНИИ ГЕМОДИАЛИЗА КРУПНОЙ МНОГОПРОФИЛЬНОЙ БОЛЬНИЦЫ
Асратян А.А., Мелик-Андреасян Г.Г., Алексанян Ю.Т., Мхитарян А.Л., Восканян Л.С., Мхитарян Р.Г. Клиническая лабораторная диагностика. 2005. № 9. С. 54 https://www.elibrary.ru/item.asp?id=17023475
28. ПРОБЛЕМА ПАРЕНТЕРАЛЬНЫХ ВИРУСНЫХ ГЕПАТИТОВ B ОТДЕЛЕНИИ ГЕМОДИАЛИЗА КРУПНОЙ МНОГОПРОФИЛЬНОЙ БОЛЬНИЦЫ
Мелик-Андреасян Г.Г., Алексанян Ю.Т., Мхитарян А.Л., Восканян Л.С., Мхитарян Р.Г., Асратян А.А. Эпидемиология и инфекционные болезни. 2005. № 1. С. 21
https://www.elibrary.ru/item.asp?id=17110008
29. ДИНАМИКА ИНФИЦИРОВАННОСТИ ВИРУСАМИ ГЕПАТИТОВ B И С В ЕРЕВАНЕ
Асратян А.А., Мелик-Андреасян Г.Г., Мхитарян И.Л., Алексанян Ю.Т., Кожевникова Л.К. Эпидемиология и инфекционные болезни. 2004. № 6. С. 8 https://www.elibrary.ru/item.asp?id=17101900
30. ЭТИОЛОГИЧЕСКАЯ СТРУКТУРА ОСТРЫХ ВИРУСНЫХ ГЕПАТИТОВ B РЕСПУБЛИКЕ АРМЕНИЯ
Асратян А.А., Кожевникова J.К., Казарян С.М., Мхитарян A.Л., Шмавонян М.В., Мелик-Андриасян Г.Г. Эпидемиология и инфекционные болезни. 2004. № 3. С. 40-42
https://www.elibrary.ru/item.asp?id=17103262
31. ИНФИЦИРОВАННОСТЬ ВИРУСАМИ ГЕПАТИТОВ B И С БОЛЬНЫХ С ОППОРТУНИСТИЧЕСКИМИ ИНФЕКЦИЯМИ
Асратян А.А., Каражас Н.В., Казарян С.М., Рыбалкина Т.Н., Евсеева Л.Ф.
Эпидемиология и инфекционные болезни. 2003. № 3. С. 28 https://www.elibrary.ru/item.asp?id=17102367
32. АКТУАЛЬНЫЕ ПРОБЛЕМЫ ПОСЛЕДИПЛОМНОГО ПРЕПОДАВАНИЯ ЭПИДЕМИОЛОГИИ
Черкасский Б.Л., Акимкин В., Михеева И.В., Асратян А.А., Симонова Е.Г., Горюнов В.В., Мартынов Ю.В. Эпидемиология и инфекционные болезни 2001-N 2.-с.51-53 http://eport.fesmu.ru/elib/Article.aspx?id=57856
33. ЕСТЕСТВЕННЫЕ ПУТИ ПЕРЕДАЧИ ВОЗБУДИТЕЛЕЙ ГЕПАТИТОВ B И С В СЕМЕЙНЫХ ОЧАГАХ.
Михайлов М.И., Коза Н.М., Асратян А.А., Батяева В.Г., Воскобойникова Л.Н., Гурьянова Н.С., Лукьянцева С.А. Эпидемиология и инфекционные болезни, 1999, N 6.-С.48-50 
http://eport.fesmu.ru/elib/Article.aspx?id=37122
34. МАРКЕРЫ ВИРУСНЫХ ГЕПАТИТОВ A, В И С В ОБРАЗЦАХ СЛЮНЫ БОЛЬНЫХ ОСТРОЙ ФОРМОЙ ГЕПАТИТОВ.
Астратян А.А., Павлова И.П.,Рейзис А.Р., Дрондина А.Н., Никитина Т.С., .,Попова С.В., Блохина Н.П., Казарян С.М.,Любимова А.И., Михайлов М.И. Журнал микробиологии, эпидемиологии и иммунобиологии 1997.-N 6.-С.43-47
https://pubmed.ncbi.nlm.nih.gov/9460864/?from_single_result=PMID%3A+9460864&expanded_search_query=PMID%3A+9460864
35. ТЕНДЕНЦИИ ЭПИДЕМИЧЕСКОГО ПРОЦЕССА ВИРУСНОГО ГЕПАТИТА A В РОССИЙСКОЙ ФЕДЕРАЦИИ И НА ЕЕ ТЕРРИТОРИЯХ. 
Шляхтенко Л.И., Асратян А.А., Мукомолов С.Л. Здоровье населения и окружающая среда, 1996
35. VIRAL ANTIGENS IN RENAL TISSUE BIOPSY SPECIMENS IN CHILDREN WITH GLOMERULONEPHRITIS
Katysheva O.V., Novikova A.V., Dlin V.V., Ignatova M.S., Klembovsky A.I., Barinsky I.F., Semenova T.B., Posevaya T.A., Shabalina N.V., Asratyan A.A., Brydun A.V. Вопросы вирусологии. 1995. Т. 40. № 1. С. 35-39 
https://www.elibrary.ru/item.asp?id=31082783
36. ИСПОЛЬЗОВАНИЕ СЕРОЛОГИЧЕСКОГО КОНТРОЛЯ В ЭПИДЕМИОЛОГИЧЕСКОЙ ДИАГНОСТИКЕ ВИРУСНОГО ГЕПАТИТА A СРЕДИ ОРГАНИЗОВАННОГО И НЕОРГАНИЗОВАННОГО ДЕТСТВА.
Меньшикова М.Г., Исаева Н.В., Коза Н.М., Семериков В.В., Асратян A.A., Мартыненко М.Б. Инф.бюлл. "Здоровье населения и среда обитания", 1995, №12, с.14-16.
37. ЗАБОЛЕВАЕМОСТЬ И ИММУНОЛОГИЧЕСКАЯ СТРУКТУРА НАСЕЛЕНИЯ ПРИ ВИРУСНОМ ГЕПАТИТЕ A В РАЗНЫЕ ФАЗЫ РАЗВИТИЯ МНОГОЛЕТНИХ ЭПИДЕМИЧЕСКИХ ЦИКЛОВ.
Шляхтенко Л.И., Крыга Л.Н., Алеиник М.Д., Васильева В.И., Мукомолов СЛ., Румовский В.И., Шаргородская Е.П., Асратян A.A., Быстрова Т.Н. ЖМЭИ, 1994, №5, с.42-45.
38. ЗАБОЛЕВАЕМОСТЬ И ИММУНОЛОГИЧЕСКАЯ СТРУКТУРА НАСЕЛЕНИЯ ПРИ ВИРУСНОМ ГЕПАТИТЕ A В РАЗНЫЕ ФАЗЫ РАЗВИТИЯ МНОГОЛЕТНИХ ЭПИДЕМИЧЕСКИХ ЦИКЛОВ
Шляхтенко Л.И., Крыга Л.Н., Алейник М.Д., Васильева В.И., Мукомолов С.Л., Румовский В.И., Шаргородская Е.П., Асратян А.А., Быстрова Т.Н. Журнал микробиологии, эпидемиологии и иммунобиологии. 1994. Т. 71. № 5. С. 42-45
https://www.elibrary.ru/item.asp?id=26521806
39. ПРОГНОСТИЧЕСКАЯ МОДЕЛЬ ЗАБОЛЕВАЕМОСТИ ГЕПАТИТОМ A.
Асратян A.A., Боев Б.В., Васильева В.П., Гришин В.П. ЖМЭИ, 1994, N»5, с.45-49.
https://pubmed.ncbi.nlm.nih.gov/7879481/?from_single_result=PMID%3A+7879481&expanded_search_query=PMID%3A+7879481
40. АНАЛИЗ ЭТНОЛОГИЧЕСКОЙ СТРУКТУРЫ ОСТРЫХ ВИРУСНЫХ ГЕПАТИТОВ У ДЕТЕЙ В ИНТЕРВАЛЕ 10 ЛЕТ ПО МАТЕРИАЛАМ СЕРОЛОГИЧЕСКОГО СКРИНИНГА.
Рейзис А.Р., Васильева В.И., Асратян A.A., Као Минь Нга, Дрондина А.Н., Никитина Т.С., Ефграфова А.П., Косоротикова А.И. ЖМЭИ, 1994, №6, с.56-60. 
https://pubmed.ncbi.nlm.nih.gov/7879541/?from_single_result=PMID%3A+7879541&expanded_search_query=PMID%3A+7879541
41. ЧАСТОТА ВЫЯВЛЕНИЯ НВ-ВИРУСНОЙ ИНФЕКЦИИ В СЕМЬЯХ БОЛЬНЫХ С ЗАБОЛЕВАНИЯМИ ПОЧЕК
Длин В.В., Игнатова М.С., Асратян А.А., Васильева В.И. Журнал микробиологии, эпидемиологии и иммунобиологии. 1993. Т. 70. № 2. С. 66-71
https://www.elibrary.ru/item.asp?id=23008991
42. ИЗМЕНЕНИЕ ИНТЕРФЕРОНОВОГО СТАТУСА У БОЛЬНЫХ ВИРУСНЫМ ГЕПАТИТОМ B ПРИ ИСПОЛЬЗОВАНИИ ГЕННО-ИНЖЕНЕРНОГО АЛЬФА-2-ИНТЕРФЕРОНА
Покровский В.И., Малиновская В.В., Мурзабаева Р.Т., Васильева В.И., Асратян А.А Вопросы вирусологии. 1990. Т. 35. № 2. С. 135-138
https://www.elibrary.ru/item.asp?id=23014398
43. ЭПИДЕМИОЛОГИЯ ВИРУСНЫХ ГЕПАТИТОВ B Г.ФРУНЗЕ. 
Карась Ф.Р., Васильева В.И., Усманов Р.К., Асратян A.A., Данилина Г.А., Аймамбетова Г.М., Кучук Т.Э., Асанкогеноев А.Ж. ЖМЭИ, 1990, №3, с.115.
44. ИЗМЕНЕНИЕ ИНТЕРФЕРОНОВОГО СТАТУСА У БОЛЬНЫХ ВИРУСНЫМ ГЕПАТИТОМ B ПРИ ИСПОЛЬЗОВАНИИ ГЕННО-ИНЖЕНЕРНОГО-ИНТЕРФЕРОНА. 
Покровский В.И., Малиновская В.В., Мурлабаева Р.Т., Васильева В.И., Асратян A.A. Вопр.вирусологии, 1990, №2, с. 135-138.
45. ЧАСТОТА ВЫЯВЛЕНИЯ МАРКЕРОВ ВИРУСА ГЕПАТИТА B (ГВ) У НАСЕЛЕНИЯ ОТДЕЛЬНЫХ РЕГИОНОВ СТРАНЫ. 
Кожевникова Л.К., Асратян A.A., Данилина Г.А., Хохлова Е.И. ЖМЭИ, 1989, №5, с.106-107.
46. ОПРЕДЕЛЕНИЕ. HBSAG В МАЗКАХ ПЕРИФЕРИЧЕСКОЙ КРОВИ С ПРИМЕНЕНИЕМ ИММУНОФЕРМЕНТНОГО МЕТОДА У ПАЦИЕНТОВ С ВИРУСНЫМ ГЕПАТИТОМ B
Васильева ВИ, Кожевникова ЛК, Хохлова ЕН, Асратян АА. Лабораторное дело. 1988;(12):53-7. https://pubmed.ncbi.nlm.nih.gov/2466161/?from_single_result=PMID%3A+2466161&expanded_search_query=PMID%3A+2466161
47. ВИРУСНЫЕ ГЕПАТИТЫ A И В КАК СМЕШАННАЯ ИНФЕКЦИЯ У ДЕТЕЙ. 
Рейзис А.Р., Дрондина А.Н., Асратян A.A., Марданлы С.Г., Рыбалкина Т.Н., Миронов С.П. ЖМЭИ, 1988, №11, с.27-30.
48. РАСПРОСТРАНЕНИЕ СЕРОЛОГИЧЕСКИХ МАРКЕРОВ ВИРУСА ГЕПАТИТА B B ГРУППАХ ВЫСОКОГО РИСКА ИНФИЦИРОВАНИЯ.
Асратян A.A., Иванова М.Ю., Милиевская И.Л., Оверченко A.B., Андрейцева Э.В., Марина-Федорова Р.Ф., Евсеева Л.Ф. ЖМЭИ, 1988, №9, с.116-117.
49. ЭТИОЛОГИЧЕСКАЯ СТРУКТУРА ВИРУСНЫХ ГЕПАТИТОВ У ДЕТЕЙ ПО МАТЕРИАЛАМ СПЛОШНОГО СЕРОЛОГИЧЕСКОГО ИССЛЕДОВАНИЯ ГОСПИТАЛИЗИРОВАННЫХ БОЛЬНЫХ.
Воротынцева Н.В., Рейзис А.Р., Дрондина А.Н., Васильева В.И., Асратян A.A., Марданлы С.Г., Кожевникова Л.К., Миронов С.П. ЖМЭИ, 1988, №11, с.31-35. https://pubmed.ncbi.nlm.nih.gov/3146191/?from_single_result=PMID%3A+3146191&expanded_search_query=PMID%3A+3146191
50. ЧАСТОТА И КЛИНИЧЕСКАЯ ХАРАКТЕРИСТИКА ВИРУСНОГО ГЕПАТИТА НИ А, НИ В У ДЕТЕЙ.
Рейзис А.Р., Дрондина А.Н., Асратян A.A., Марданлы С.Г., Миронов С.П. Педиатрия, 1987, №5, с.37-43.
51. ЧАСТОТА ВЫЯВЛЕНИИ И КЛИНИЧЕСКИЕ ВАРИАНТЫ СЕРОЛОГИЧЕСКИ ПОДТВЕРЖДЕННОГО ВИРУСНОГО ГЕПАТИТА A У ДЕТЕЙ. 
Рейзис А.Р., Дрондина А.Н., Асратяи A.A., Данилина Г.А., Марданлы С.Г. Педиатрия, 1987, №7, с.72-77.
52. ЧАСТОТА И КЛИНИЧЕСКОЕ ТЕЧЕНИЕ СМЕШАННЫХ (А И В) ВИРУСНЫХ ГЕПАТИТОВ У ДЕТЕЙ.
Рейзис P.A., Дрондина А.Н., Асратян A.A., Марданлы С.Г., Данилина Г.А. 'Педиатрия, 1987, №9, с.68-72.
53. МАРКЕРЫ ГЕПАТИТА B И ДЕЛЬТА-ИНФЕКЦИИ У ДЕТЕЙ, ПРОЖИВАЮЩИХ В РЕГИОНАХ С РАЗЛИЧНЫМ УРОВНЕМ НОСИТЕЛЬСТВА HBSAG. 
Михаилов М.И., Яшина Т.Д., Семененко Т.А., Асратян A.A., Васильева В.И., Шляхтенко Л.И., Мукомолов С.Л., Нечаев В.В., Высоцкий B.C., Усманов Р.Г., Курбангалиева Ф.Х. Вопр.охраны материнства и детства, 1987, №9, с. 18-21.
54. Клиническая оценка специфических методов диагностики вирусных гепатитов.
Сохин A.A., Курилова В.Г., Бондарев Л.С., Слюсарь Г.А., Сохина Г.Т., Асратян A.A., Данилина Г.А., Хохлова Е.И. Юшнич.мед., 1987, №10, с.104-106.
55. ЧАСТОТА ОБНАРУЖЕНИЯ МАРКЕРОВ ГЕПАТИТА B У ДЕТЕЙ РОЖДЕННЫХ МАТЕРЯМИ НЕСУЩИМИ HBS-АНТИГЕН
Васильева ВИ, Сумароков АА, Кожевника ЛК, Асратян АА, Горбунов АМ. ЖМЭИ, 1987 (2): с.32-35 https://pubmed.ncbi.nlm.nih.gov/2953153/?from_single_result=PMID%3A+2953153&expanded_search_query=PMID%3A+2953153
56. ЧАСТОТА ВЫЯВЛЕНИЯ МАРКЕРОВ ВИРУСНОГО ГЕПАТИТА B. У БОЛЬНЫХ ОТДЕЛЕНИЯ ГЕМОДИАЛИЗА.
Васильева В.И., Асратян A.A., Иванова М.Ю., Оверченко В.А., Андрейцева Э.В., Евсеева Л.Ф. ЖМЭИ, 1986, №9, с.42-44.
57. ЧАСТОТА ОПРЕДЕЛЕНИЯ МАРКЕРОВ ГЕПАТИТА У ЛИЦ С ХРОНИЧЕСКИМ АЛКОГОЛИЗМОМ.
Васильева ВИ, Асратян АА, Иванова МЮ, Малиевская ИЛ, Марина-Федорова РФ. Лабораторное дело. 1986;(12):49-52. https://pubmed.ncbi.nlm.nih.gov/3825356/?from_single_result=PMID%3A+3825356&expanded_search_query=PMID%3A+3825356
58. ВЫЯВЛЕНИЕ HBSAG В СЕМЕЙНОМ ОКРУЖЕНИИ ДЕТЕЙ, БОЛЬНЫХ ГЕПАТИТОМ B. 
Рейзис А.Р., Дрондина А.Н., Асратян A.A., Иванова М.Ю.. Кожевникова Л.К. ЖМЭИ, 1985, №4, с.48-51.
59. ВЫЯВЛЕНИЕ МАРКЕРОВ ВИРУСА ГЕПАТИТА B (HBSAG И АНТИ-HBS) У МЕДИЦИНСКОГО ПЕРСОНАЛА. 
Иванова М.Ю., Асратян A.A., Аракелов С.А., Михайлов М.И., Ананьев В.А., Васильева В.И. Вопросы вирусологии. 1985, №3, с.327-330.
60. ПОЛУЧЕНИЕ И ХАРАКТЕРИСТИКА ОТЕЧЕСТВЕННЫХ РЕАГЕНТОВ ДЛЯ ИНДИКАЦИИ ПОВЕРХНОСТНОГО АНТИГЕНА ВИРУСА ГЕПАТИТА B B В СЫВОРОТКАХ КРОВИ
Евсеева ЛФ, Асратян АА - Журнал микробиологии, эпидемиологии и иммунобиологии. 1985. № 1. С. 90-93
https://pubmed.ncbi.nlm.nih.gov/3885652/?from_single_result=PMID%3A+3885652&expanded_search_query=PMID%3A+3885652
61. РОЛЬ M. HOMINIS В ПАТОЛОГИИ ДЫХАТЕЛЬНЫХ ПУТЕЙ.
Асратян АА Ефремова ИИ,  Васильева ВИ. Лабораторное дело. 1979;(6):363-6. https://pubmed.ncbi.nlm.nih.gov/90197/?from_single_result=PMID%3A+90197&expanded_search_query=PMID%3A+90197
62. MYCOPLASMA HOMINIS AS AN AGENT OF DISEASES OF THE RESPIRATORY TRACT
Gusman B.S., Vasil'eva V.I., Bezuglova T.V., Asratyan A.A. Bulletin of Experimental Biology and Medicine. 1978. Т. 84. № 3. С. 1362-1365
https://www.elibrary.ru/item.asp?id=31385763
63. MYCOPLASMA HOMINIS AS AGENT OF RESPIRATORY TRACT DISEASES
Gusman B.S., Vasilieva V.I., Bezuglova T.V., Asratyan A.A. Bulletin of Experimental Biology and Medicine. 1977. Т. 84. № 9. С. 372-375
https://www.elibrary.ru/item.asp?id=30848678
64. РОЛЬ MYCOPLASMA HOMINIS В ЭТИОЛОГИИ ГЕНИТАЛЬНЫХ ЗАБОЛЕВАНИЙ У ЖЕНЩИН.
Васильева ВИ, Асратян АА, Башмарова МА, Ефремова ИИ. Вопросы охраны материнства и детства. 1977 Oct;22(10):71-2.
https://pubmed.ncbi.nlm.nih.gov/605543/?from_single_result=PMID%3A+605543&expanded_search_query=PMID%3A+605543
65. ИММУНОЛОГИЧЕСКАЯ СТРУКТУРА ПОПУЛЯЦИИ В ОТНОШЕНИИ К MYCOPLASMA HOMINIS В РАЗЛИЧНЫХ РЕГИОНАХ
Асратян АА Рыбакова ИИ, Васильева ВИ , Джубангелиев МУ. ЖМЭИ. 1976;(9):144-5. https://pubmed.ncbi.nlm.nih.gov/1015074/?from_single_result=PMID%3A+1015074&expanded_search_query=PMID%3A+1015074
66. СРАВНИТЕЛЬНОЕ ИССЛЕДОВАНИЕ БИОЛОГИЧЕСКИХ СВОЙСТВ ШТАМОВ M. HOMINIS
Асратян АА Рыбакова ИИ, Васильева ВИ. ЖМЭИ. 1976;16(4):14-7.
https://pubmed.ncbi.nlm.nih.gov/1016479/?from_single_result=PMID%3A+1016479&expanded_search_query=PMID%3A+1016479
67. СРАВНИТЕЛЬНОЕ ИЗУЧЕНИЕ БИОЛОГИЧЕСКИХ СВОЙСТВ ШТАММОВ M. HOMINIS. 
Асратян АА, Рыбакова ИИ. Журнал экспериментальной и клинической медицины 1976;16(4):14-17
http://arar.sci.am/Content/89290/file_0.pdf
68. ИММУНОЛОГИЧЕСКАЯ СТРУКТУРА НАСЕЛЕНИЯ ЕРЕВАНА ОТНОСИТЕЛЬНО
Асратян АА, Васильева ВИ. Mycoplasma hominis. Журнал экспериментальной и клинической медицины  1976;16(3):59-61
http://medsci.asj-oa.am/3512/1/1976-3-59.pdf